# Pachycheles spinidactylus
Pachycheles spinidactylus is een tienpotigensoort uit de familie van de Porcellanidae. De wetenschappelijke naam van de soort is voor het eerst geldig gepubliceerd in 1957 door Haig.